# 未来少年コナン
『未来少年コナン』（みらいしょうねんコナン）は、日本のアニメ作品。NHK総合テレビジョンにて、毎週火曜日19時30分（日本時間）からの30分放送枠で、1978年4月4日から10月31日にかけて放送された。全26話。製作は日本アニメーション。監督は宮崎駿。

## 作品概要
宮崎駿が全話の演出を担当した、実質的な監督デビュー作であり、またNHKが放映した最初の国産セルアニメーションシリーズでもある。従来、『少年ドラマシリーズ』などの青少年向け番組は18時台に放送されていたが、ゴールデンタイムにおける視聴率の大半を児童および青少年が占める状況を鑑み、19時30分からを「ファミリーアワー」として、本作もこの時間枠に放送することとした。火曜日19時30分からの30分間は、この作品以後しばらくの間アニメ番組枠となった。
本放送時の視聴率は、関東地区で平均8%と振るわず、最高視聴率も14%（第25話）に留まった（平均視聴率12.6%とする文献もある）。ファンクラブの会員数は4万人に及んだ。NHKはPRのためNHK受信料徴収の際、同作品のシールを渡したこともある。
後に再編集によって映画化されたが、その際には一部のテレビ版製作スタッフの意図に反して編集されたため問題になった。
制作が遅れ、26話作るために1年3ヶ月を要した。間に合わない際はNHKも特番を放送するなど制作サイドの都合に対応していたため、宮崎は「NHKだからできた」とも振り返っている。
第1話の作画は大塚康生が担当していたが、美少女であるはずのラナが、コナンと初対面した際、大塚テイストのギャグ漫画のようなリアクションで描かれたことに大変ショックを受けた宮崎は、以降、8話まですべて原画をチェックしている。

### 原作
アメリカの小説家アレグザンダー・ケイのSF小説『残された人びと（原題：The Incredible Tide）』を原作としているが、当アニメの「未来少年コナン」は、原作とは大幅に内容が異なっており、最終戦争後の世界という大まかな設定と一部の登場人物の名前以外、特に共通点はない。
特に大きな違いとして、アニメではコナンは戦後の平穏な自然が復活した島で生まれ育ったのに対し、原作では戦争前の生まれで機械文明の恩恵を受けて育ち、ラナとも戦前から知り合いである。また、インダストリアやハイハーバーは登場するが、のこされ島に当たる島はなく、コナンは何もない岩に一人で流れ着いて数年以上サバイバル生活をするところから始まり、そしてインダストリアは終盤地殻が壊れて崩壊し、事前にこれを危惧したロア（アニメ版のラオ）から教えられてこの津波からハイハーバーの人たちを助けるためにたどり着いたコナンたちがオーロやダイスに妨害されるも強引に皆を高台に逃がし、逃げ遅れたオーロと共に間一髪で津波から助かる場面で終了している。
日本アニメーションがNHKにアニメ企画を提示した中の1本だったというが、本命企画ではなく、宮崎に日本アニメーションから監督依頼があったときもその本命の別作品の監督依頼だったという。
中島順三プロデューサーによれば、NHK初のテレビアニメシリーズということで企画に応募した当初、日本アニメーションが手がけてきた世界名作劇場同様「家族で見られるようなものを」と考え、フランシス・ホジソン・バーネットの『秘密の花園』をアニメ化しようと思っていた。しかし、中島は折からのアニメブームを考慮して「小学校5、6年生に向けた冒険活劇にしよう」と考えを変更し、幾つか提示した作品の中からNHK側が『残された人々』を選んだ。中島が監督に抜擢した宮崎は最初こそ「こんなものアニメにならないよ」と難色を示したが、後述のように設定やストーリーを大きく変更すること、作画監督に大塚を起用することを条件に監督を引き受けた。
原作は冷戦中の東西対決を背景とした、イデオロギー色の強いペシミスティックな内容であり、宮崎はこれをそのまま子供たちに見せることを嫌がったため、ストーリー及び登場人物については大幅に改変・脚色が加えられている。舞台は架空の最終戦争から20年経過した世界に変更されているほか、例えば、主人公のコナンはアメリカ的自由主義社会を背負ったハイティーンの少年から豊かな自然の中で育ったプレティーンの自然児に、敵役の登場人物はロシア人を思わせる人名で社会主義国の官僚的な人物像のマンスキーやレプコから戦災孤児という背景を背負って成長したモンスリーとレプカに、それぞれ変更されている。そのため宮崎は、ハイハーバーをアメリカ、インダストリアをソ連とする原作に立ち戻っての見方には不快感を表明している。

### 本作の影響
本郷みつる、摩砂雪、井上俊之、田中達之、舘野仁美など、本作を見たことでアニメーターの道を志した者も多い。スタジオジブリ作品の常連となったアニメーターの高坂希太郎も高校時代に本作を見て、宮崎駿と仕事ができる可能性のあった作画スタジオのOH!プロダクションに入社したという。平松禎史にとっては、絵を動かすことの面白さを教えられた作品であり、パラパラマンガを描くようになったという、いわばアニメーターとしての原点となっている。
本作に絵コンテで参加した富野由悠季は、『戦闘メカ ザブングル』を監督するに当たって、本作を模倣する所から始めたと語っている。また、当時新人だった押井守は、本作の絵コンテ集によってレイアウトを学び、高畑勲の絵コンテでのラオ博士の扱いでキャラクターを立たせる「戦略的な演出」を理解したという。
鳥山明は『ドラゴンボール』の連載にあたって、担当の鳥嶋和彦から送ってもらった本作のビデオを見て感激し、「ああいう作品を描きたい」と述べたという。後に鳥嶋は、少年と少女の出会いが大きなドラマにつながっていくという本作のストーリーの作り方の根幹のシステムが『ドラゴンボール』連載の構成に役立ったのではないかと述懐している。
第97回アカデミー賞長編アニメ映画賞を受賞した『Flow』は、本作の世界観や設定から大きな影響を受けたという。
初めてTVシリーズアニメの監督をした宮崎自身も本作を通じ、改めてアニメの良さを感じたという。
1995年に公開されたアメリカ映画『ウォーターワールド』も本作の影響を受けているのではないかという指摘がある。

### 続編
1999年にTBS系列にて『未来少年コナンII タイガアドベンチャー』が放映された。作品のコンセプトは「『未来少年コナン』の世界観をモチーフとした冒険」とされているが、内容に直接の関係はなく、前作と同じなのは製作会社や超磁力兵器などの一部の設定、動きを強調したアニメーションになっていることくらいであり、所謂精神的続編に近い。両作ともに関わっているスタッフも、監督の早川啓二などごく一部である。作品のタイトルも、放送後期の第15話より、「未来少年コナンII」の部分が削除された。

## あらすじ
西暦2008年、核兵器以上の威力を持った超兵器「超磁力兵器」による最終戦争が勃発。その結果、地球規模の大地殻変動が発生し、五大陸はバラバラに引き裂かれて海没し、地軸もねじ曲がり、高度な現代文明は完全崩壊した。
戦争から20年後（西暦2028年）、「のこされ島」と呼ばれる小さな島に墜落した宇宙船（ロケット小屋）の残骸で、コナン少年は「おじい」と二人で平穏に暮らしていた。ある日、海岸に少女ラナが漂着する。彼女はハイハーバーという島で暮らしていたが、科学都市インダストリアの者たちにさらわれ、隙を見て逃げ出したのだった。しかし、ラナを追ってのこされ島にやってきたインダストリアの行政局次長・モンスリー達によって、ラナは再び連れ去られ、おじいはラナを守ろうとした最中でロケット弾の暴発により致命傷を負う。死期が近付いていることを悟ったおじいは、コナンに島を出て仲間を見つけるよう告げて息を引き取った。コナンは深い悲しみに暮れるが、やがて落ち着きを取り戻しておじいを埋葬し、ラナを救うため、そして仲間を見つけるために島から旅立つ。
インダストリアは、前時代の巨大な塔（三角塔）を中心とした都市である。インダストリアの指導者たちは、太陽エネルギーシステムを復活させるため、その技術を持つラオ博士を探していた。インダストリア行政局長であるレプカは、このシステムを利用して都市の地下に眠る巨大な爆撃機ギガントを再起動し世界征服を成し遂げるつもりであった。失踪していた博士を見つけ出し従わせるために、テレパシーで彼とコミュニケートできるという孫娘のラナを拉致させたのだった。コナンは、旅の途中で知り合った少年ジムシィや、運搬船「バラクーダ号」の船長ダイス、ハイハーバーでの戦いを経て改心したモンスリー、都市の地下に住むルーケを中心とした住民たちと協力し、独裁をはじめたレプカと対決して一旦は放逐することに成功する。その前後からインダストリアは地殻変動に見舞われており、ラオ博士は住民脱出のために太陽エネルギーシステムを復活させる。しかし、少数の部下たちとともにインダストリアに舞い戻ったレプカは、太陽エネルギーシステムを利用してギガントを復活させる。コナンたちはレプカの野望を阻止するべく、離陸したギガントに乗り込んで大暴れする。これによってギガントは航行不能な状態にまで追いやられ、海に墜落して大爆発を起こし、レプカは運命を共にする。
コナン・ラナ・ジムシィたちは、ダイスの船で「のこされ島」に移住することになる。のこされ島があるべき場所には見知らぬ巨大な島があった。コナンは、その島の高い山の頂上に、懐かしいロケット小屋を見出す。さらなる地殻の変動が「のこされ島」を変貌させていたのだった。コナンたちは新天地での生活を始める決意を新たにする。

## 登場人物
記載内容は、1. キャラクターの日本語名、2.（ ）丸括弧内に補足情報（a. 必要に応じて読み仮名などの補足情報〈別名は 4.で記す〉。b. 確認できる英語版での名称〈※対訳語とは限らない〉）、3. 声優の情報、4. 作中における特徴、および、作中に限らない特筆すべき事象。以下、人物に限らず同様。

### 主要人物
コナン（英：Conan）
声 - 小原乃梨子
主人公。のこされ島で誕生した、自然を愛する12歳（2016年生）の快男児。
脚力・腕力・肺活量・反射速度・瞬発力・動体視力など、どれをとっても大人以上の人並み外れた驚異的な身体能力と、命の危険を目前にした状況でも冷静さを失わない不屈の根性を持つ。
頭の回転も早く、強い意志と決断力も備えているが、その心根は優しく、自分を殺めようとしたモンスリーの命を救っており、こうした行動はモンスリーが改心するきっかけとなった。また、同じく自分を殺めようとしたレプカに対しても墜落を待つのみとなったギガントから部下共々救おうとしたが、救うことは叶わなかった。
両親はすでに亡くなっている（母親のみ第2話の回想シーンに登場する）。生まれてからずっとのこされ島で暮らしており、おじい以外の人間を見たことがなかったが、ラナとの出会いによって大きく運命が変わる。のこされ島時代から漁に使っていた銛を自在に操る。
ラナ（英：Lana）
声 - 信沢三恵子
ヒロイン。12歳になる、ラオ博士の孫娘。原作での名前は「ラナ（英：Lanna）」。
テレパシー能力を持ち、アジサシのテキィと心を通わせたり、ラオ博士と意思疎通を図ることができる。そのためにレプカから目を付けられており、功を焦ったダイスによってそれまで住んでいたハイハーバーから拉致される。バラクーダ号から逃亡を図り、漂着した先ののこされ島でコナンと出会う。
両親はすでに亡くなっており、ラオ博士の娘で叔母にあたるメイザルの家に親の写真と母の形見が残されている。
ジムシィ（表記揺れ：ジムシー、英：Jimsy）
声 - 青木和代
コナンがのこされ島を出て最初に漂着したプラスチップ島で出会った10歳（2018年生）の小柄な少年。首にコナンの乗ってきた筏の帆をまとっている。
コナンと互角に渡り合う運動能力の持ち主で、大の食いしん坊で狩りの名人。最初は食料を盗み食いされたことに怒ってコナンと衝突したが、実力を認め合いすぐに意気投合する。コナンと同様、女性を見たことがなかったため、「泣き虫で、意気地なしで、大食い」という偏見をもっていたが、ラナと会ってからは考えを改め、ハイハーバーではテラと心を通わせるようになる。好物はカエルの干物で、ハイハーバーでは養豚に関心を持つ。
コナンほどの熱血漢ではなく、やや打算的で気分屋のところもあるが、友情に厚く常にコナンと行動をともにする。後半ではダイスとの名コンビぶりで活躍した。
ダイス（英：Dyce）
声 - 永井一郎
ダイス船長（英：Captain Dyce）。インダストリア貿易局員で、機帆船「バラクーダ号」の船長。普段は採取したプラスチップをインダストリアに運搬している。密航しようとしたコナンとジムシィを見とがめるが、コナンの熱意を汲んで二人をバラクーダ号で働かせる。
「海の男」を自負しているだけあってインダストリア周辺の海域を正確に把握しており、船員達からも信頼されているが、反面ほら吹きで軽薄なところもある。船乗りとしての才能だけでなく、作業用ロボット「ロボノイド」を自在に操る、長期間海中に沈んでいたロボノイドを、機械部品に乏しいハイハーバーにてありあわせの部品で元通りに起動できるように修理するなど、機械の扱いに長けている。ハイハーバーに上陸後、ラナを最初に拉致した張本人でもあるため、これがハイハーバーでのバラクーダ号受難の一因となった。
当初はラナに愛情を寄せ、そのために結果を顧みずに行動して船員達を危険に晒すこともあった。レプカに反逆し、ラナを連れてインダストリアから脱出しようとするが、追手により部下共々捕らえられて投獄される。その後、日干し刑にされていたところをコナン達に救われ、以後はコナンと行動を共にするようになる。レプカが太陽エネルギーでギガントを復活させた際には、コナン、ジムシィと共闘し、ギガントを破壊した。
モンスリーとは犬猿の仲だったが、次第に好意を寄せ合うようになり、最終話にてモンスリーと結婚した。最終話時点での年齢は35歳（1993年生）。
企画段階の初期設定では「ヒトラーのような極悪人」と設定されており、世界征服をたくらむ悪の親玉であった。
モンスリー（英：Monsley）
声 - 吉田理保子
インダストリア行政局次長。レプカの命令により、のこされ島からラナを連行する。
美人かつ聡明で判断力にも優れている人物。また格闘戦術を得意とし、武器の扱いや乗り物の操縦にも長けるため、上司であるレプカや部下からの信頼は厚い。コナンの強靭な意志と身体能力の高さに惚れ込み、インダストリア市民として教育しようとしたが、ハイハーバーでの敗北とコナンの信頼を得たことで、コナン達と共闘を決意する。インダストリアに帰還後、レプカに独裁的なやり方を改めるよう進言するが、裏切り者と見做されて処刑されそうになる。処刑寸前のところでコナンたちに救われ、レプカとは完全に決別した。
敵対していた頃は気が強く無愛想な性格で、ダイスには「高慢ちきな女」と評されていた一方、心の内には最終戦争での悲惨な体験の記憶を秘めていた。ハイハーバーに上陸して以降は、コナンとの関わりを経て改心。性格や口調も穏やかになっていき、第23話ではラナとラオ博士を救ってくれたコナンに涙を流して感謝する。また、終盤ではコナンの帰りを待ち続けるラナを気遣っている。
ダイス相手には「バカね! 」とよく口にしているが、最終話で彼と結婚。最終話時点での年齢は28歳（2000年生）。原作での名前は「マンスキー（英：Dr. Manski）」で家族を戦争で喪った設定などはこの時点からあるが「息子が西側の人間に殺された」という趣旨の説明をしており、戦争当時子供だったアニメ版よりかなり年長の人物だった。
ブライアック・ラオ（英：Dr. Briac Lao）
声 - 山内雅人
ラオ博士（英：Dr. Lao）。年齢は60歳（1968年生）。ラナの祖父で、ハイハーバーの住人であるメイザルの父親にあたる。
太陽エネルギーの開発に関わった科学者チームの生き残りで、太陽エネルギー活用法の実用化が超磁力兵器の開発を招いたことに負い目を感じている。フライングマシンでインダストリア脱出を図った際に撃墜され、この時の負傷によって容姿が大きく変わったことを逆手に取って別人になりすまし、パッチ（英：Patch）という偽名を使ってサルベージ船の責任者となっていた。
インダストリアの許可なくコナンとラナを働かせ始めたことでテリットの不審を買い、最終的には自分のテレパシーを察知したラナに正体を気付かれることとなった。正体が明らかになった後、コナンには乱暴な振る舞いをしたことを謝罪し、ラナを守るために戦ってくれたことを深く感謝する。
その後はハイハーバーに向かうダイスにラナ達を預け、自分はインダストリアに戻るが、レプカに拘束された揚句、拷問にかけられる。以後は気力だけで生きていたらしく、既に動くことができず、やがて失明し、耳も聞こえなくなり、ラナとのテレパシーで辛うじて意思疎通できる状態となった。最終話にてコナン達に見守られながら眠るように息を引き取り、水葬された。
原作での名前は、偽名が「パッチ（英：Patch）」、通称は「先生（英：Teacher）」で、本名は「ブライアック・ロア（英：Dr. Briac Roa）」。一人称は、偽名のパッチを名乗っていた時は「俺」で乱暴な口調だったが、正体判明後は「私」になり、穏やかな口調に改めている。
レプカ（英：Lepka）
声 - 家弓家正
インダストリア行政局長。37歳（1991年生）。インダストリアのエネルギー問題解決のため委員会に太陽エネルギー復活を説くが、その実は独裁政治を志向するタカ派。太陽エネルギーの秘密を握るラオ博士と、ラオ博士の手掛かりとなるラナを追う。「うろたえるな! 」が口癖。
登場した当初は、ダイスの勝手な行動を咎めたり、委員会には忠実な態度を取っていたが、実際には自分以外の他人を敵か道具としか見ない冷酷非情な人物で、目的のためには手段を選ばない。中間管理職としては有能な人物で、インダストリアの実権を掌握し、太陽エネルギーをもって戦略爆撃機ギガントを復活させ、世界の支配者となることに野心を燃やす。
大変動前の軍用機器の扱いに長けており、ギガントの機能や細部の操作方法まで把握しているところから見て、元々はギガントや超磁力兵器の開発や運用に携わる軍人の一族出身のようにも思われる。
いったんはラナを連れ去ってフライングマシンで脱出しようとしたところをコナンに撃墜され、死亡したと思われたが、太陽エネルギー復活後に忠誠を誓う部下達とともに決起してギガントの起動に成功。しかし、コナンたちの力を見くびってすぐに大気圏外へ出ず、ハイハーバーを目指したため、その隙を突かれて内部に突入される。エンジンルームに侵入したコナンたちにギガントの中枢を破壊され、飛行も不可能な状態に追い詰められると、部下の大半を見捨てて交通艇で逃亡をはかったものの、交通艇切り離し直後に艇内に飛び込んできたコナンに妨害される。最後は助けようとしたコナンの手を放してしまい、部下共々ギガントと運命を共にする。敵として立ちはだかりながらもコナンとの関わりを経て改心したモンスリーとは違い、最後まで自分の考えを改めることはなかった。
狡猾で頭が切れる反面、コナンらの常人離れした身体能力に取り乱すことも少なくない。クーデターにより完全な独裁体制を敷いた後は、最高委員会が相手でも異を唱えれば発砲するなど容赦ない態度を取り、考えを改めるよう進言したモンスリーですら、裏切り者として処刑しようとした。第24話では「地下住人たちがこれまでの仕打ちを許すと言っている今、ギガントを復活させて何の意味があるのか」と疑問を呈した部下を躊躇することなく射殺している。
『天空の城ラピュタ』のムスカとは服装や性格が似ており、実際に『ジブリ・ロマンアルバム 天空の城ラピュタ』など一部の資料では、レプカを彼の末裔として紹介している。
原作での名前は「レプコ（英：Lepko）」。原作では出番が少なくインダストリアに連れ込まれたコナンとの騒動と、コナンをパッチの労働用に引き渡す場面ぐらいで、最終的な生死も不明。

### のこされ島
おじい（英：Grandpa）
声 - 山内雅人
コナンとのこされ島で暮らしていた老人。「おじい」としか呼ばれないため、本名は不明。
かつて、最終戦争の際にコナンの両親を含む9名の仲間と地球を脱出しようとしたものの失敗し、絶海の孤島に不時着した。以来、この島で暮らしている。暮らし始めてからコナンが誕生するも、彼の両親を含む他の仲間達は死に、物語開始時点ではコナンと二人きりで生活していた。周囲との交流が無いため、自分たち以外にも生存者がいるという事実を、ラナが漂着するまでは知らずにいた。コナンのことは我が子のように可愛がっており、コナンもおじいのことは父のように慕っていた。
漂着したラナのことも快く迎え入れたが、ラナを追って乗り込んで来たモンスリー達を追い返すためロケット弾を持ち出した際、クズゥの放った銃撃がロケット弾に当たり、暴発に巻き込まれ致命傷を負った。最期を看取ったコナンに島を出て仲間を見つけ、助け合って生きるよう言い遺して息を引き取った。64歳没。

### インダストリア
モウ（英：Mo）
声 - 雨森雅司
インダストリア最高委員会の中心人物で、政策などの重要事項を承認する役割を果たす。委員会はレプカの行動に何かと口を挟むが、原子炉の維持・使用には委員達の承認が不可欠であるため、レプカにとっては目の上のこぶとなっている。
元は大変動直後という状況下でもガンボートを動かして被災者の救難活動の陣頭指揮を取るほど指導力にあふれた人物だったが、不足しがちなエネルギーや物資の物流のコントロールに忙殺されるあまり、行政全般をレプカに丸投げしてしまっていたことが災いし、不満を抱いたレプカにクーデターを起こされ、レプカによる完全な支配へとつながってしまった。
第23話にて、ラオ博士の指示の下で太陽エネルギーの復活に尽力するも、「愚かな私どもに余る力」だと改めてエネルギーの恐ろしさを感じていた。第25話にて、ラオ博士と握手した後にハイハーバーへと出航準備をする船から降り、沈みゆくインダストリアと運命を共にした。三角塔の屋上部分に立ち、皆を見送る姿をラナ達は最期に目撃している。
ケイ、エイ、ジュン（英：Jun, et al.）
声 - 三田松五郎、村松康雄、千葉順二
インダストリア最高委員会の委員である科学者たち。普通のメガネをかけたほうがジュンで、黒メガネをかけているのがエイ。
彼らを含めた委員達は、基本的に温厚な面々でラナ達にも中立的な立場をとるが、その行動力の弱さを突かれて行政局員への影響力を失ってしまい、レプカの暴政どころかクーデターすら制止できない無力な存在として描かれた。
第23話にて、ラオ博士の指示の下で太陽エネルギーの復活に尽力する。第25話にて、ラオ博士と握手した後にハイハーバーへと出航準備をする船から降り、沈みゆくインダストリアと運命を共にした。三角塔の屋上部分に立ち、皆を見送る姿をラナ達は最期に目撃している。
クズゥ（表記揺れ：クズウ、英：Kuzo）
声 - 水鳥鉄夫（水鳥鐵夫）
モンスリーの部下のひとり。ドジを踏んではコナンたちに出し抜かれる場面が多い。ハイハーバーでの敗北後は、インダストリアの兵士達と共に同地で麦刈りをして暮らす。26歳（2002年生）。
ドゥケ（表記揺れ：ドゥーケ、英：Tokeh）
声 - 若本紀昭
モンスリーの部下のひとりで、飛行艇ファルコのパイロット。後にクズウやインダストリアの兵士達と共にハイハーバーで麦刈りをして暮らす。24歳（2004年生）。
ルーケ（英：Luke）
声 - 田中秀幸
インダストリアの地下住人の中心的存在で、ラオ博士と面識がある。23歳（2005年生）。
レプカの政策に反対したため、他の地下住人と同じように額に烙印を押され、囚人として投獄されていた。偶然牢屋にやってきたコナンの助けを借りて脱獄し、以降コナン達に協力する。三角塔の地下通路の構造を知り尽くしている。
身体能力はコナンに劣るものの、信義に厚く、危険な状況でもレジスタンスの人々を纏め上げる指導力はコナン達にとっても頼れる人物の証となった。コナンの健気さに感じ入っているらしく、共にすごした時間は短いながらも好意的に接してくる。
再びコナンたちがインダストリアを訪れた時は、地上へ出るための装甲シャッターを閉じられた上、レプカの策略により地下住民共々隔壁の爆破によって流れ込んだ水により命の危機に晒されたが、コナン達によって装甲シャッターが開けられたことにより難を逃れる。その後、自分たち地下住民や、ラナとラオ博士を救ってくれたコナン達に深く感謝する。
太陽エネルギー復活後は、サルベージ船で引き揚げた船の修理を仲間達と行い、ハイハーバーへ移住。その後、コナン達と共にのこされ島へ向かう。
ルーケの父
声 - 山内雅人
息子であるルーケ同様、レプカの政策に反対している。容姿と声がおじいと瓜二つであり、コナンには「おじい」と呼ばれている。
ルーケや仲間達を救ってくれたコナンに深く感謝するなど、ルーケ同様好意的に接してくる。初めて会った際、コナンは彼の姿に亡きおじいを重ね、目を潤ませていた。

### バラクーダ号
ドンゴロス（英：Dongoroth）
声 - 神山卓三
バラクーダ号の水夫長で、30歳（1998年生）。コナンとジムシィの世話係となり、特にバラクーダ号に残ったジムシィとは仲が良い。
最終話ではハイハーバーで奥さんと彼そっくりの1人の子供がいるのが確認できる。
パスコ（英：Bosco）
声 - 池田勝
バラクーダ号の水夫で、32歳（1996年生）。ドンゴロスとは親友。
グッチ（英：Gutch）
声 - 増岡弘
バラクーダ号のコックで、29歳（1999年生）。常に仏頂面で寡黙な性格。プラスチップ島ではジムシィの持ってくるネズミなどの食材を、タバタバ（タバコ状の嗜好品）と交換していた。
ハイハーバーでは合成品ではない天然小麦で作るパンの製法を習っていた。最終話ではドンゴロス同様、ハイハーバーで奥さんと彼そっくりの双子の子供がいるのが確認できる。

### サルベージ船
テリット（英：Territ）
声 - 納谷六朗
サルベージ船の書記で、20歳（2008年生）。インダストリアでドジを踏み、サルベージ船へ左遷された過去を持つ。
二等市民への昇格を切望しているが、それに必要な点数を与えないパッチを目の敵にしている。行動はかなり卑劣で、パッチが指示したこと以外の仕事を独断でラナに強いた上、それに強く抗議したコナンをクレーンで痛めつけるなどの行為を行った。その行為が仇となりパッチの怒りを買う。その際にも、自分のことを棚に上げてパッチを規則違反者として逮捕するように指示していた。後にパッチがラオ博士だったことをモンスリーに知らせるも、みすみす逃したため二等市民の夢は潰えてしまった。
第24話にて、クレーンに挟まれて事故死してしまった事実をルカは語っている。
ルカ
声 - 水鳥鉄夫
サルベージ船の作業員で、55歳（1973年生）。
行方知れずの孫がコナン達と同じ年頃だったらしく、早くからコナン達を気にかけていた。雑用が趣味らしく、陸側で食堂も営んでいる。テリットには見下されていたが、第24話にて沈没船が引き上げられた光景を目の当たりにし「テリットさんにも見せてあげたかった」と泣きながら呟いていた。第25話ではコナンを心配するラナを元気づけたり、沈み行くインダストリアを見て涙を流していた。

### ハイハーバー
オイトン
声 - 水鳥鉄夫
ハイハーバーの村長で、53歳（1975年生）。大変動が起こる前はコンピューター技術者だった。
ガル（英：Garu）
声 - 宮内幸平
ハイハーバーの漁撈長。47歳（1981年生）。船を出して息子たちと漁を行うほか、生簀（いけす）も持っている。
コナンを気に入り、漁やハイハーバーの決まりを教える。火薬に魅せられており、何でも手製の爆弾で解決しようとする。この爆薬はかなり強力で、手に乗るほどの量でもバラクーダ号を座礁させ、樽一個分になるとインダストリアのガンボートを沈没させてしまうほどの威力がある。第19話ではバラクーダ号も爆弾で爆破しようとしたが、導火線が濡れたことと大津波の発生により、爆破には至らなかった。
彼の生簀のそばには戦争時にラオ博士が人々の救出に使ったフライングマシンや機械が置いてある。
シャン（英：Sean）
声 - 中村武己
ラナの叔父でラオ博士の娘婿。31歳（1997年生）。ハイハーバーの本村の郊外で診療所を営んでいる。ダイスがラナを拉致しに来るまで妻とともにラナを養っていた。中盤ではコナンやジムシィを自ら迎え入れて責任を負う。村での発言力も大きい。
ハイハーバーを大津波が襲った後、コナンが再びインダストリアに向かうことを知った際には一度反対したが、コナンの決意が固いことを知ると、村長らを説得してコナン達を送り出すことを決める。最終話では、ダイスとモンスリーの結婚式で司会を務めた。
メイザル（英：Meizel）
声 - 斉藤昌子
ラオ博士の娘でシャンの妻。29歳（1999年生）。ラナの叔母にあたり、ラナから母親のように慕われている。コナンとジムシィを温かく迎え入れる。
サク
声 - 塩屋翼
ガルの息子。13歳（2015年生）。常に父の漁の手伝いをしている。
タルコス
声 - 山下啓介
ハイハーバーの風車村の責任者で、33歳（1995年生）。ダイスに鍛冶仕事を教える。
オーロ（英：Orlo）
声 - 石丸博也
ハイハーバーの本村の反対側にある荒地で暮らす孤児で、年齢は17歳（2011年生）。同じく孤児であるチートらと対立する不良少年グループのリーダー。横暴で自己顕示欲が強く、派手な言動や演出を好む。体も大きく身体能力にも恵まれており、頭もそれなりに切れる反面、いい加減で後先考えない行動も目立つ。
初めはチートらと共に働いていたが、地道な生き方に嫌気がさして働くのをやめ、ハイハーバーを自分の国と言い張って他の働いている者達の抗議を暴力で押さえ込み、その代表に納まる。本村との交易権を独占し、強引な交渉で優位に進めた成果を盾に納税を強要するなどの横暴を重ね、ハイハーバーの武力制圧に乗り出したモンスリーと手を組み、島を脅威に晒す。
ハイハーバーを大津波が襲った際は、津波が自分の近くまで迫っていた中でコナンに1対1の決闘を申し込み、ナイフで立ち向かうが、驚異的な身体能力を持つコナンには全く歯が立たずに完敗する。
その後は負けを認めて改心し、更に最終話ではガルの弟子として火薬職人となったらしく、バラクーダ号進水式とダイス・モンスリー・カップルの結婚式が行われた際はガルと協力して祝砲を上げている。最終話でコナン達がのこされ島へ向けて出航した時は涙を流して見送った。
原作小説版では物資につられてインダストリア側についた子供たちのリーダー格で、終盤津波の警告に来たコナンを信じず喧嘩になるが敗北。その後逃げ遅れた所をコナンに助けられ、あと一歩という所で津波に飲まれそうになった2人が生存者たちに助けられるという場面で物語は終了する。
テラ（英：Tera）
声 - つかせのりこ
オーロの妹で、9歳（2019年生）。兄を荒地の村に多大な利益をもたらした人物と信じているため、オーロと対立するコナン達と出合った当初は衝突したが、急速にジムシィに惹かれていくようになる。ハイハーバーでの大津波の後は（おそらくはオーロの意向もあって）ラナにペンダント（ラナの母の形見）を返した。
最終話ではジムシィ達と共にのこされ島へ向かった。
チート
声 - 田中秀幸
ハイハーバーの南の荒地に住む孤児のひとり。18歳（2010年生）。オーロたちとは対照的に、孤児で集まって家畜を飼い、牧畜をテコに自立した生活を営んでいる。
オーロの身勝手な振る舞いに不満を抱いてはいるが、暴力で屈服させられている。ただし「力を貸すから（オーロたちを）やっつけちまえ」と言うジムシィに対して「僕たちの問題（だから自分たちで解決しないといけない）」と答えるなど、諦めてはいない。ハイハーバーの村と秘密裏に貿易を行なっている。

### 動物
テキィ（英：Tikki）
ラナが特に可愛がっているアジサシ。彼女とコナンとの橋渡しにもなる。
うまそう（英：Umasou）
ジムシィがチートから分けてもらった仔豚で、耳が長い。その名は日本語「美味しそう」の砕けた言い方で、ジムシィが名付けた。最終話では大きく成長しており、仔を8匹儲けているのが確認できる。

## メカ・地形
大半がアニメオリジナルで、原作に該当するのがあるのはバラクーダ号に当たる「ダイスの船」と「ハイハーバーの飛行機械」程度。
ロケット
2008年の世界滅亡に際し、若き日のおじいがコナンの両親を含む仲間たちと共に乗り組んだ宇宙船。離陸時に火山弾の直撃により船体を損傷して飛行能力を喪失し、地球の狂った引力を振り切れず巨大な大嵐の吹き荒れる地球へと落下する。無人島の頂上に機首から突き刺さる形で不時着し、それが後の「ロケット小屋」となった。
20年後の物語開始時にはすでに全機能は完全停止していたが、船体の堅牢さもあって耐用性は十分らしく、最終話後にコナンとラナの家として使われている様子がオープニングで描かれている。機首部分は地下水脈に到達していたために地下水が湧出し、操縦室部分が井戸として利用されている。
主推進エンジンは通常のロケットだが、水平状態のまま補助ロケットの噴射無しで垂直離陸が可能なことから、反重力装置による船体の重量軽減によって加速時や離着陸時の省エネを実現したタイプと思われる。
第2話でコナンは船内にあった燃料タンクを2つ組み合わせて筏を作り、残され島を旅立った。
バラクーダ号（英：Barracuda）
大変動後、プラスチップ（プラスチック資源）採取のために建造された機帆船。既存のタンク類の鋼板を流用したのと、インダストリアの狭隘な水路を航行させるために、水線部が膨らんだタンブルホーム型の船体をしている。補助機関として木炭エンジンを備える。船体の左右には船倉にプラスチップを搬入するための作業船が搭載されている。
ハイハーバーにてガルの手製爆弾による攻撃を受けて破損し座礁。さらに、ハイハーバーを襲った大津波によってマストや舵も破損してしまったが、最終話で無事に修復が完了した。以後はハイハーバーと新大陸（旧のこされ島）をつなぐ連絡船として活動を続けたと思われる。
ファルコ（英：Falco）
インダストリアが保有する推進式の飛行艇。ギガントを除くとこの世界で唯一残った飛行機。
元は海洋調査用に設計されたもので、低速長時間飛行に優れる。丸みを帯びた機体と大きな主翼を持ち、水平尾翼が省略されている。水素ガスタービンエンジンで垂直尾翼上端後方にあるプロペラを回して飛行する。最高速度時速360km。最低速度時速60km。
第11話でフライングマシーンを攻撃した際に墜落して大破するが、第20話以降で固定式、旋回式機銃で武装を強化して再登場している。第24話にて飛び立ったギガントの追討で活躍するも、ギガントの左翼部分に無理やり突入しエンジンが損壊してしまう。第25話にて、モンスリーの操縦技術で何とかインダストリアまで滑空して帰還するも、飛行は出来なくなってしまった。一週間後のインダストリア崩壊に巻き込まれ、海の藻屑と消えた描写がある。
ロボノイド
インダストリアで開発・運用されている万能土木作業用ロボット。燃焼式エンジンで駆動し、剥き出しのコンソールにある3本のレバーと2つのフットレバーで両手両足を自在に操れる。インダストリアの地下街建設に使用されていたものの残りで、人間より腕力が必要な作業に使われる。
箱型の胴体に手足のみ、頭部はなく操縦席は吹き抜けの開放式というシンプルな外観ながらインダストリアの作業場で用いられるほか、バラクーダ号の船倉に搭載されてプラスチップ採取に使用される。
フライングマシン
反重力装置を搭載した飛行機械。ラオ博士がインダストリアからの脱出に使用した機体と、ラオ博士が大変動後に生存者をハイハーバーへ引き揚げるために使用した機体の2種類ある。
前者は紫色のドングリかベルのような形で、金属ゴムで防弾が施されている。第11話で砂漠地帯に隠されていた機体は集積回路が故障した為に漂う程度しか飛行できなかったが、コアブロックにて部品を交換し誰でも容易に動かせるようになった。第23話にてレプカが脱出の為に使用した際、コナンがエンジン部分に鉄管を投擲したため機体は爆散した。
後者は第14話にて登場、ハイハーバーの生け簀に隠されていた。実験的な機体であった前者から発展させたもので、内部面積も大きく居住性も高い。750km/hの高速飛行や、潜航も可能。キッチンや16人分の客席などを完備して、快適な機内環境に設計されているが、危険空域での使用を考慮していないためか、防弾装甲を搭載しない構造のクルーザー型。第20話にてモンスリーの操縦でインダストリアへ帰還した際、ファルコからの銃撃を受けて墜落し爆発炎上した。
ガンボート（英：Gunboat）
インダストリアに唯一残る軍艦で、直訳すると砲艦。全長58メートル、全幅8.3メートル、排水量415トン。動力はディーゼルガスタービンエンジン。最高速力24ノット、武装は76.2mm単装砲1門（前甲板）、23mm機関砲2門（艦橋）、57mm単装砲1門（後甲板）。
元々は他国からの避難民をインダストリアに運ぶのに使用された船であり、幼き日のモンスリーを救助している。航行に多量の石油を消費するため、最高委員会の許可がなければ使用できない。軍艦としては小型で武装も少ないが、非武装のバラクーダ号や火器を持たないハイハーバー住民にとっては大きな脅威となる。最後は、コナンにより仕掛けられたガルの手製爆弾により沈没した。
サルベージ船（英：Salvage ship）
沈没船を引き揚げるためにラオ博士らによって使用されていた作業船で、インダストリア郊外の砂漠地帯に係留されている。ただし現実世界のサルベージ船とは異なり自力航行はできず、クレーンや巨大なマニピュレーターなどが多数搭載された奇妙な外見をしている。
回収作業用として潜水服が常備されているが、スキューバダイビング式ではなくヘルメット潜水型である。
沈没船
サルベージ船でラオ博士が引き揚げようとしていた戦争前の古い遊覧船。外観はガンボートに類似している。
第24話にて、最終部分のクレーン操作はダイスが担当し引き揚げは無事成功した。その後は船体の修理作業を行いつつ三角塔まで移動させ、第25話のインダストリア沈没から住民達が脱出する際に使用されることになった。ハイハーバー到着後は浅瀬に揚陸され、住居として利用されたと見られる。
ギガント（英：Gigant）
熱核兵器を上回る戦略兵器である超磁力兵器を搭載する戦略爆撃機として最終戦争時に実戦投入された航空機。主兵装である超磁力兵器が使用されたことで現代文明は崩壊し、地球規模の大変動を引き起こした（ポールシフト#ポールシフトが登場するフィクション）。
作中世界における史上最大の航空機。複数のタイプが存在すると思われるが、インダストリアの地下に格納されたのは特に巨大なタイプ。諸元は以下のとおり。
全長85m、全幅176m、全高60m。乗員250名。エンジンは、太陽エネルギー推進イオンジェットエンジン6基および離陸用ブースターエンジン1基、リフトエンジン4基。武装は、人工衛星破壊用カノン砲30門、ロケット砲12門、レーザー砲61門（通常型60門、地上破壊用超大口径型1門）。フル使用されると地球のコアにすら影響を与えるほどの攻撃力を持つ。また、機内には侵入者を無力化するための青酸ガスの噴霧装置や非常消火装置も有している。
静止衛星軌道上に3機を配備すれば地上のあらゆる地点への攻撃が可能となる。プロローグやモンスリーの回想における最終戦争の描写では、空を埋め尽くす程の大編隊を成していたが、大変動による地上の壊滅と大嵐に飲み込まれて、そのほとんども喪失。戦力分散戦略に基づき、三角塔の地下に配備されたうちの1機が無傷な状態で大変動後も残り、これが劇中に登場する。一度大気圏外に離脱すれば、自ら太陽エネルギーを吸収して半永久的に飛行可能となる。また、乗員全員が3年間生活できるだけの設備を有している。機体はブロック構造になっており、損傷部位を速やかに切り離すことが可能、実際に作中ではレプカがメインエンジンと尾翼を切り離した。機体全身に隠顕式の砲塔を装備するほか、機首には飛行中に地上部と連絡を取るための交通艇が格納されている。機尾に太いメインエンジン、機首に二本の巨大なアンテナを備えた全翼機というフォルムは巨大な蛾を彷彿とさせるものであり、ラオ博士からも「世界を滅ぼした毒蛾」と呼ばれている。名前はドイツ語で「巨人」を意味し、同時に第二次大戦中の超巨大輸送機Me323 ギガントに因むものでもある。主力兵装である地上破壊用超大口径レーザー砲こと「超磁力兵器」は機首下面のシャッター内にあるが、威力についてはプロローグのナレーションで「核兵器をはるかに超える」と言及されるのみで（閃光が奔り大破壊が巻き起こる程度の描写はある）、劇中では登場も使用もされなかった。
のこされ島（のこされじま、英：Remnant Island）
おじい一行が地球脱出に失敗した際に墜落した島。浅瀬には座礁した戦争前の軍艦の残骸があり、近隣の海中には廃墟となったビルや車が沈んでいる。周囲の海は魚が豊富で、しかも島の高台に突き刺さったロケット先端のコックピット部分から淡水が湧き出たことから、おじい達は生き延びることができた。コナンとおじいは、ロケットの下の石垣に囲まれた住居に住んでいた。
戦争から年が経つに連れ、島は樹木で覆われ、鳥達も訪れるようになったが、おじいの仲間達は死に絶え、コナンとおじいの二人だけになった。島の外れに石造りの墓がある。インダストリア消滅後に周辺陸塊が隆起し、「新大陸」としてハイハーバーからの開拓民達の新天地となる。オープニングに描かれた背景は、その時以降の様子でもある。
なお、隆起後は沖合いの旧文明の残骸が浅瀬に来たと思われる様子がオープニングで描かれている。
暴れ海
のこされ島とプラスチップ島の間にある海域で、常に嵐・竜巻が吹き荒れており、バラクーダでも通過は困難な海の難所になっている。筏に乗ったコナンはこの難所で遭難し、プラスチップ島に漂着する。
プラスチップ島（プラスチップとう） 
筏に乗ったコナンが漂着した島で、ここで出逢ったジムシィは「オレの島」と呼んでいる。
島の岩壁付近は大変動前に都市部のごみ捨て場だったことから、プラスチップ（プラスチック）が大量に埋没しており、これはインダストリアの重要なエネルギー資源になっている。そのため、プラスチップ採取船がインダストリアから定期的に訪れる。もともと人間が大勢いたが、有用な人間はインダストリアに連行されたため、今は重労働に適さない人間が残ってるだけである。
インダストリア（英：Industria）
太陽エネルギーを始めとする、大変動前の科学技術を結集させて作られた巨大複合プラント都市。大陸の海岸線上に位置しており、周囲には砂漠が広がっている。
三角塔を中心として小規模な市街地を形成しているが、地上に並ぶ家屋は多くが無人の廃墟で、人々の多くは三角塔内部または地下で生活している。地下街は広く複雑に張り巡らされており、三角塔等からの操作でシャッターを開閉させることが可能。
大変動で破壊を免れた戦略爆撃機ギガントも地下に1機格納されている。「コア」と呼ばれる地下の深いシャフトを抜けると、最下層には自然や人工太陽を備えていた巨大な地下シェルターがあり、大変動の際に5万人が入って生き延びていたが多くは死に絶え、現在の住民はその生き残りである。一時は労働力の不足を補うためにプラスチップ島などから若い労働者を移民させたりしていたが、飽和状態となったため新たに外部から人間を連れてくることは禁じられていた。第12話時点での人口はラオ博士曰く「千人にも満たない」。
インダストリアの組織は最高委員会と、その下の局から成る。最高委員会は博士10名から成り、名目上最高権力を有している。三角塔のエネルギーの管理も最高委員会が行う。局には少なくとも行政局と貿易局の2つがあり、行政局はレプカが局長を務める。インダストリアの管轄内に居住している住民（サルベージ船周辺を含む）は、生活態度等によって付けられる点数に基づく等級に分けられる。等級は（囚人を含めれば）少なくとも4つあり、待遇や居住エリアは等級ごとに異なる（作中ではあまり詳しく触れられていない）。身分的に最下層の囚人達は専用の銃型器具で額に星形の烙印（焼印）を付けて区別され、居住区を地下に限定されたうえ、衣類も粗末な物しか配給されない。街の外れにはプラスチップの加工施設があり、バラクーダ号からトロッコで運ばれたプラスチップは石油に還元されたうえ、ここでパンや衣類として加工されるほか、石油のままガンボートへの燃料として使用される。
電力は原子炉によって賄われているが、炉の寿命が尽きかけているため、負荷を与える三角塔の設備の使用（例えばレーザー砲など）はむやみに行うことはできない。そのため、太陽エネルギー復活の要となる大変動時の混乱で軌道位置が不明になったエネルギー衛星を見つけることが課題であり、それを唯一可能なラオ博士の捕獲にレプカは腐心している。
三角塔内における武力の使用は厳重に管理されており、ガンボートやファルコ等の戦力の使用・兵器庫の開放には委員会の承認が必要となるほか、護身用以外の武器の携行は禁じられている。
ハイハーバー（英：High Harbor）
ラナがインダストリアに連れ去られる前に住んでいた島。大地殻変動によって死火山が海面上に残り、島となったもの。周辺の気候は温暖で魚も豊富。住民は大地殻変動の際にラオ博士によって救出された人々から成っている。
島の北側に火口湖を持ち、その周辺に村（本村）が形成されている。本村の外れには風車村があり、ラナもインダストリアに連れ去られる前には、ここで働いていた。自動車道やバス等、前時代の遺構の残る南側の荒れ地はオーロの縄張りとなっており、豚が飼育されている。チート達の村も南側の海辺にあり、畜産を行なっている。本村とは、陸路のほか、船で往来できる。人々はここで農業や漁業を営んでいる。

## スタッフ

### 作画
日本アニメーション社内班とOH!プロダクションの2班が作画として参加。作画枚数は6千枚から7千枚をかけている。作画監督は、大塚康生が単名でクレジットされているが、事実上、宮崎駿と大塚のダブル体制である。特にラナに関しては、1話のラナの大塚の作画修整を見た宮崎駿が不満を持ち、2話以降のラナの作画監督は宮崎駿自身が行うようになった。

### 音楽
主題歌および劇伴をした池辺晋一郎にとって本作は初のアニメ作品であった。池辺の他の劇伴作品と比べてより明確な調性志向が強く、明るい音楽が多いのが特徴である。後述の映画版での音楽は藤家虹二。

### 脚本
クレジットされている脚本家は宮崎駿から渡されたシノプシスを元に脚本を執筆していたが、当時のプロデューサーにとってアニメには脚本が必要という慣例上そうしていただけで、実際にはその脚本はほとんど使われず、宮崎は直接絵コンテを描き下ろしている。宮崎は脚本をあくまで叩き台として考えており、スケジュールが遅延して来たため、直接絵コンテから描くようになったと述べている。

### スタッフリスト
一部、劇場版でのクレジットも含む。
- 原作 - アレグザンダー・ケイ「残された人びと」
- 企画・製作 - 日本アニメーション株式会社
- 製作 - 本橋浩一
- 製作管理 - 高桑充
- 企画 - 佐藤昭司
- 音楽 - 池辺晋一郎
- 作画監督 - 大塚康生
- 美術監督 - 山本二三
- 撮影監督 - 三沢勝治
- 録音監督 - 斯波重治
- キャラクターデザイン・メカニックデザイン・場面設定・大道具・小道具 - 宮崎駿、大塚康生
- 原画 - 近藤喜文、友永和秀、河内日出夫、才田俊次、篠原征子、北島信幸、富沢信雄、大島秀範、山内昇寿郎、村田耕一、真鍋譲二、岡迫亘弘、川尻善昭
- 動画チェック - 前田英美
- 動画チェック助手 - 大島秀紀
- 美術監督補 - 阿部泰三郎
- 背景 - アトリエローク（現：アトリエローク07） 阿部泰三郎、高野正道、笠原淳二、川本征平
- 色指定・仕上検査 - 保田道世
- 撮影 - 東京アニメーションフィルム（現：アニメフィルム）　金子仁、清水達正、小山信夫
- 編集 - 瀬山武司、割田枡男、上遠野英俊
- 現像 - 東洋現像所（現：IMAGICA Lab.）
- 演奏 - コンセール・レニエ
- 効果 - 石田秀憲（石田サウンド（現：フィズサウンドクリエイション））
- 整音 - 桑原邦男
- 録音製作 - オムニバスプロモーション
- 録音スタジオ - シネビーム・スタジオ
- 演出助手 - 鈴木孝義、馬場健一
- 製作進行 - 細田伸明（第1話 - 第26話）、星出和彦、竹内考次、内山秀二、神田喜雅、照井清文
- 演出補 - 早川啓二
- プロデューサー - 中島順三、遠藤重夫
- 演出 - 宮崎駿（第1話 - 第26話）、高畑勲（第9話、第10話）、早川啓二（第11話 - 第26話）
- 監督 - 宮崎駿
- 制作 - NHKエンタープライズ
- 製作・著作 - NHK、日本アニメーション
- オープニングナレーション - 伊武雅之（現・伊武雅刀）

## 主題歌
オープニングテーマ「いま、地球がめざめる」
エンディングテーマ「幸せの予感」
作詞 - 片岡輝 作曲 - 池辺晋一郎 歌 - 鎌田直純、山路ゆう子
レーベルはNHKレコード（発売元はポリドール）
「幸せの予感」はNHKレコードのシングル版のほかにキングレコード発売の音楽集LP（後にCD化）に収録された版があり、一部の歌詞が異なっている（NHKレコード版の2番の歌詞がキング版では3番に使われ、キング版の2番は別の歌詞に差し替えられている。放送では1番から間髪入れずに2番に入り、最後に1・2番の共通のサビという流れになっている）。
なお「幸せの予感」は、『みんなのうた』でも放送された(こちらの歌詞はNHKレコード版と同じ)。

## 各話リスト
| 話数   | 放送日        | サブタイトル         | 脚本     | 絵コンテ        | 演出            | 背景                         |
| ------ | ------------- | -------------------- | -------- | --------------- | --------------- | ---------------------------- |
| 第1話  | 1978年 4月4日 | のこされ島           | 中野顕彰 | 宮崎駿          | 宮崎駿          | 阿部泰三郎                   |
| 第2話  | 4月11日       | 旅立ち               | 胡桃哲   | 宮崎駿          | 宮崎駿          | 阿部泰三郎                   |
| 第3話  | 4月18日       | はじめての仲間       | 中野顕彰 | 宮崎駿 早川啓二 | 宮崎駿          | 高野正道                     |
| 第4話  | 4月25日       | バラクーダ号         | 胡桃哲   | 宮崎駿 早川啓二 | 宮崎駿          | 阿部泰三郎                   |
| 第5話  | 5月9日        | インダストリア       | 中野顕彰 | 奥田誠治        | 宮崎駿          | 高野正道                     |
| 第6話  | 5月16日       | ダイスの反逆         | 中野顕彰 | 奥田誠治        | 宮崎駿          | 阿部泰三郎                   |
| 第7話  | 5月23日       | 追跡                 | 中野顕彰 | 高畑勲          | 宮崎駿          | 高野正道                     |
| 第8話  | 5月30日       | 逃亡                 | 中野顕彰 | 宮崎駿 早川啓二 | 宮崎駿          | 笠原淳二                     |
| 第9話  | 6月6日        | サルベージ船         | 吉川惣司 | 高畑勲          | 宮崎駿 高畑勲   | 阿部泰三郎                   |
| 第10話 | 6月13日       | ラオ博士             | 吉川惣司 | 高畑勲          | 宮崎駿 高畑勲   | 阿部泰三郎 高野正道 笠原淳二 |
| 第11話 | 6月20日       | 脱出                 | 吉川惣司 | 石黒昇          | 宮崎駿 早川啓二 | 阿部泰三郎 高野正道 笠原淳二 |
| 第12話 | 6月27日       | コアブロック         | 中野顕彰 | 宮崎駿 早川啓二 | 宮崎駿 早川啓二 | 阿部泰三郎 高野正道 笠原淳二 |
| 第13話 | 7月4日        | ハイハーバー         | 中野顕彰 | 高畑勲          | 宮崎駿 早川啓二 | 阿部泰三郎 高野正道 笠原淳二 |
| 第14話 | 7月11日       | 島の一日             | 中野顕彰 | とみの喜幸      | 宮崎駿 早川啓二 | 阿部泰三郎 高野正道 笠原淳二 |
| 第15話 | 7月18日       | 荒地                 | 吉川惣司 | 宮崎駿 早川啓二 | 宮崎駿 早川啓二 | 阿部泰三郎 高野正道 笠原淳二 |
| 第16話 | 8月1日        | 二人の小屋           | 吉川惣司 | 宮崎駿          | 宮崎駿 早川啓二 | 高野正道 笠原淳二            |
| 第17話 | 8月8日        | 戦闘                 | 吉川惣司 | 宮崎駿 鈴木孝義 | 宮崎駿 早川啓二 | 高野正道 笠原淳二            |
| 第18話 | 8月15日       | ガンボート           | 吉川惣司 | 宮崎駿          | 宮崎駿 早川啓二 | 高野正道 笠原淳二            |
| 第19話 | 8月29日       | 大津波               | 吉川惣司 | 宮崎駿          | 宮崎駿 早川啓二 | 高野正道 笠原淳二            |
| 第20話 | 9月12日       | 再びインダストリアへ | 吉川惣司 | 高畑勲          | 宮崎駿 早川啓二 | 高野正道 笠原淳二            |
| 第21話 | 9月19日       | 地下の住民たち       | 吉川惣司 | とみの喜幸      | 宮崎駿 早川啓二 | 高野正道 笠原淳二            |
| 第22話 | 9月26日       | 救出                 | 吉川惣司 | 宮崎駿          | 宮崎駿 早川啓二 | 高野正道 笠原淳二            |
| 第23話 | 10月3日       | 太陽塔               | 中野顕彰 | 宮崎駿          | 宮崎駿 早川啓二 | 高野正道 笠原淳二            |
| 第24話 | 10月17日      | ギガント             | 中野顕彰 | 宮崎駿          | 宮崎駿 早川啓二 | 高野正道 笠原淳二            |
| 第25話 | 10月24日      | インダストリアの最期 | 中野顕彰 | 宮崎駿          | 宮崎駿 早川啓二 | 高野正道 笠原淳二            |
| 第26話 | 10月31日      | 大団円               | 中野顕彰 | 宮崎駿          | 宮崎駿 早川啓二 | 高野正道 笠原淳二            |

放送休止
- 1978年5月2日：第4回ヤング歌の祭典
- 1978年7月25日：プロ野球オールスターゲーム「全パシフィック」対「全セントラル」
- 1978年8月22日：キャプテン・クックの冒険紀行「花咲き鳥うたう島」 ～タヒチ～
- 1978年9月5日：プロ野球「阪神」対「巨人」 ～甲子園球場から中継～
- 1978年10月10日：わが青春の愛唱歌

## 映画版

### 未来少年コナン
NHKのテレビシリーズをまとめた総集編『未来少年コナン』が1979年に劇場公開された。同時上映作品は、同じく日本アニメーション製作の『野球狂の詩 北の狼南の虎』。
実写映画『海底大戦争』や『吸血鬼ゴケミドロ』などの監督作品がある佐藤肇が総監督（映画オープニングでは監督とクレジット）を務めた。物語はかなり改変されており、ハイハーバーやギガントの存在が割愛されている。主題歌を歌うのは研ナオコで、BGMはテレビシリーズと別な曲に変更されていた。
ラオ博士が死亡しなかったり、インダストリアが沈まないなどラストのストーリーは改変され、テレビシリーズとはかなり異なった趣きに仕上がっている。急性声帯炎を押して収録したコナン役の小原乃梨子も複雑な気持ちだったことを明かし、当時のファンの反応はあまり芳しいものではなかった。安直に総集編を劇場公開した関係者を批判する声も少なくなかった。ビデオやLDは1984年に発売されたが、現在絶版状態にある。
テレビシリーズの放映終了と同時に劇場公開を希望する嘆願書が10万通に及んだ。映画製作のきっかけは、ニッポン放送の『オールナイトニッポン』で嘆願書を紹介したことによる。本作を制作した日本アニメーションの社長・本橋浩一とニッポン放送のラジオプロデューサーだったドン・上野こと上野修が同級生だった関係から、ニッポン放送側から日本アニメーションに映画化の話が持ち込まれ、東映が製作協力と配給を行うことで製作が決定した。
監督の佐藤肇と脚本の今戸栄一は東映側のプロデューサーによる指名であった。しかし、企画当初は、総監督には宮崎の就任が予定されており、雑誌「アニメーション」1979年5月号（すばる書房）で発表があり、宮崎もコメントを寄せていた。しかし宮崎はテレビシリーズの再編集というアニメ映画のあり方に反対で、テレビシリーズ全26話を劇場で上映するか、続編を新作映画として制作することを要求して衝突。この再編集版には一切関わらずに、自らの名前も監督から外させた宮崎駿の作品歴から再編集版は省かれている。
一方、映画を盛り上げるべく、1979年7月20日には、ファン1万人を集めて、日本武道館で「コナン・フェスティバル」を開催した。内容は、第1部が本作を上映しながら舞台上で声優が生アテレコを披露する「コナン・ストーリー」、第2部が作詞作曲した谷山浩子による劇場版主題歌の披露、第3部がささきいさお、堀江美都子、大杉久美子らアニメソング歌手と水島裕、神谷明、富山敬ら特別ゲストの声優によるアニメソング・ヒット・パレードというものであった。
さらにニッポン放送は、映画公開の前日深夜となる1979年8月31日には『オールナイトニッポン』で4時間の生放送を行い、その中で新たに書き起こされた台本で本作の生ラジオドラマも放送された。演出は映画化を持ちかけたドン上野本人で、声優もゲスト出演してファンと電話で交流したりもした。
2012年8月8日に、『夏休みアニメ特選』の1つとして本作をNHK BSプレミアムで放送。この放送のために、デジタルリマスター化が行われた。
- 公開 - 1979年9月15日
- 上映時間 - 123分
- 製作 - 本橋寿一
- 製作管理 - 高桑充
- 企画 - 佐藤昭司
- 脚本 - 今戸栄一
- キャラクターデザイン - 大塚康生
- 音楽 - 藤家虹二
- 音楽プロデューサー - 上野修
- 録音 - 岡村昭治
- 音響効果 - 大平紀義
- 編集 - 田中修
- 選曲 - 石川孝
- 記録 - 宮本衣子
- プロデューサー - 中島順三、足立和
- 総監督 - 佐藤肇
- 製作協力 - 東映株式会社
- 製作 - 日本アニメーション株式会社

#### 主題歌
オープニングテーマ「愛をもう一度」　
エンディングテーマ「なつかしい朝」
作詞・作曲 - 谷山浩子、歌 - 研ナオコ

### 未来少年コナン　特別編　巨大機ギガントの復活
本作は、TVシリーズで人気の高かった「ギガント」「インダストリアの最期」「大団円」の3つの話を再編集したダイジェスト版である。宮崎駿は編集等にはタッチしていない。同時上映は『超人ロック』。劇場公開日は『風の谷のナウシカ』と同日だが、こちらの方はほとんど話題にならなかった。
- 公開 - 1984年3月11日
- 上映時間 - 49分
- 公開 - 松竹系
- 製作 - 本橋浩一
- 製作管理 - 高桑充
- 企画 - 佐藤昭司
- プロデューサー - 中島順三、遠藤重夫
- 演出補佐 - 早川啓二
- 演出助手 - 馬場健一
- 作画監督 - 大塚康生
- 脚本 - 中野顕彰
- 絵コンテ - 宮崎駿
- 撮影監督 - 三沢勝治
- 音楽 - 池辺晋一郎
- 美術監督 - 山本二三
- 録音監督 - 斯波重治
- 録音スタジオ - ニュージャパンスタジオ
- 編集 - 瀬山武司
- 劇場版構成 - 吉田耕造
- フィルム構成 - 映像音響システム・YOSHI編集室
- 現像 - 東洋現像所
- 製作進行 - 細田伸明
- ナレーション - 小林清志
- 監督 - 宮崎駿
- 製作 - 日本アニメーション株式会社・松竹株式会社

## ゲーム

### 未来少年コナン（PCエンジン SUPER CD-ROM2）
1992年2月28日発売。発売元：日本テレネット。
2Dアクションゲーム。「のこされ島」「インダストリア」「ラオ博士」「ハイハーバー」「救出」「ギガント」の6ステージで構成されている。スプライトとBG（バックグラウンド）を駆使したプログラムによるドット絵で再現したオープニングやエンディング、アニメーションシーンが挿入され、アニメと同じ声優陣による音声が流れる（ただしナレーションは阪脩、ガルは水鳥鉄夫に変更されている）。

### 未来少年コナン DIGITAL LIBRARY
1995年10月20日発売。発売元：バンダイビジュアル。3DO向けのアニメのデータベースソフト。2種類のミニゲームも収録されている。

### 未来少年コナン（PlayStation 2）
2005年8月25日発売。発売元：ディースリー・パブリッシャー。
3Dポリゴンのトゥーンレンダリングによる3Dアクションゲーム。「残され島編」「インダストリア編」「ギガント編」の3部構成。オープニングやエンディング、ゲーム中にテレビアニメから取り込んだアニメーションムービーが流れる。ゲーム中の声優は5人のみで、コナン以外は違うキャストになっている。

#### キャスト
- コナン - 小原乃梨子
- ラナ - 三橋加奈子
- ジムシィ - 山口眞弓
- ダイス - 辻親八
- レプカ - 松山鷹志

## パチンコ・パチスロ
いずれもニューギンから発売された。
パチンコ
- CR未来少年コナン（2005年）
- CR未来少年コナン〜愛と勇気と冒険と〜（2011年）

パチスロ
- パチスロ未来少年コナン（2011年）

## 舞台
2024年、初めて舞台化され、東京芸術劇場・プレイハウスにて上演。

### 上演日程 (舞台)
- 2024年5月28日 - 6月16日、東京芸術劇場プレイハウス；6月28日 - 6月30日、梅田芸術劇場シアター・ドラマシティ

### キャスト (舞台)
- コナン - 加藤清史郎 [53]
- ラナ - 影山優佳[54]
- ジムシー - 成河 [53]
- モンスリー - 門脇麦 [53]
- ダイス船長 - 宮尾俊太郎 [53]
- レプカ - 今井朋彦 [53]
- おじい / ラオ博士（2役） - 椎名桔平 [53]

### スタッフ (舞台)
- 演出・振付・美術 - インバル・ピント
- 演出 - ダビッド・マンブッフ
- 脚本 - 伊藤靖朗
- 音楽 - 阿部海太郎

## ビデオグラム化
バンダイビジュアルが、1990年4月にレーザーディスク全7枚組のLD-BOXを39,600円で発売。バンダイビジュアルがディズニー作品の販売をしていたときのノウハウが投入され、『機動戦士Ζガンダム』のLD-BOXに抜かれるまで、『スター・ウォーズ』なども押さえてLD-BOXのセールス記録を保っていた。1997年にはLD-BOXに使われたマザーを素材にDVD-BOXを発売。
2001年になって、ニュープリント、ニューテレシネで新たにマスターが作成されて、日本語字幕と音声と効果音のみ収録したMEトラックも追加された仕様のDVDが再発売された。さらに2008年1月には、本放送30周年記念として廉価版DVD-BOXが新たに初回限定で発売された。
2011年11月25日には、後述のフルHDリマスター版としてブルーレイが発売された。本編DISC（5枚組）にビスタサイズ版全話を収録した特典DISC（3枚組）が付属している。ニューマスターのDVDに収録されていたMEトラックは省かれたが、ノンテロップのオープニングとエンディング、第1話絵コンテ、イメージボードギャラリーが収録されている。
2020年には全世界での放映・配信のためオリジナルフィルムからの4K化と英語吹替版制作が行われ、2021年11月16日には4K版を元にしたBlu-rayとUltra HD Blu-rayが北米とイギリスで発売された。
LD-BOX発売の際、第5話のレプカの「人非人(にんぴにん)」のセリフがカットされ以後DVDでもカットされたままだった。再放送では第3話のドンゴロスの「脳天パー」も合わせてカットされたこともあった。ブルーレイはいずれもカットされていない。

## 再放送について
NHKで放送された「未来少年コナン」は29分の時間いっぱいに製作されたため、民放での放送はCMを入れるために再編集が施された。
フジテレビで初放送されたバージョンは、オープニング、エンディングの音源をオリジナルカラオケに差し替えて短く編集され、アバンタイトル（第2話以降）や予告、A、Bパートの間のパタパタアイキャッチはカットされている。地方局や独立局での放送ではこちらが使用されている。日本テレビでは1997年に独自にオープニングのみ歌入りで短く再編集したものを使用し、アバンタイトル（第2話以降）とA、Bパートの間のパタパタアイキャッチ、エンディングを省略し放送。1998年の再放送では再度オープニングの編集がなされ、1997年放送時とは別の短縮版となった。いずれも、本編A、Bパートは編集されていない。
テレビ東京ではアバンタイトル（第2話以降）とオープニングとA、Bパートの間のパタパタアイキャッチを省略し、エンディングではフルで放送され原作クレジットを含めた独自テロップを挿入した。その一方で、CM枠確保のため本編の一部がカットされた。
2012年からは、マスターネガよりテレシネを再び行いフルHD画質にテレシネされたデジタルリマスター版が製作、放送された。これまで横4:縦3のスタンダードサイズで制作されたものが、上下をトリミングされた16:9のビスタサイズに変更された。
地方局や独立局はオープニング・エンディングの短縮とアバンタイトル、予告、パタパタアイキャッチを省略し放送。2013年からはアニマックスでも放送され、パタパタアイキャッチや予告が追加されている。
2013年にはNHKが開局60年を迎えるのに併せ、2012年12月30日にNHK総合テレビのNHKアーカイブスで“テレビ60年”特集の1回目として第1話がHDリマスターで放送された。こちらは本来の放送形態に近づける形で放送されたが、エンディング最後の「NHK」は表記されず、予告やパタパタアイキャッチも省略された。
2020年4月、政府が公表した新型コロナウイルス（COVID-19）に伴う緊急事態宣言の発令により制作スケジュールに影響が発生し、5月4日（3日深夜）に放送予定だった『キングダム』第3シリーズの第5話以降が放送延期となったため、再開までの代替番組として本作のHDリマスター版がNHK総合テレビにて放送された。予告（第5話以降はカット）やパタパタアイキャッチ、アバンタイトル（第1話のプロローグ部分）などを含めた29分のオリジナル版の放送は、初回放送から数えて42年ぶりで、HDリマスター版では初となった。但しこちらもエンディング最後の「NHK」は表記されず、エンドカードの表記も初代ロゴではなく2020年4月から使われている丸ゴシック斜体に変更されている。11月2日（1日深夜）、1日に実施された大阪都構想の住民投票の開票速報が長引いたため、35分遅れの0時45分から最終話が放送された。放送時間変更は、当番組と同様の理由により55分遅れで放送された『アンという名の少女』最終話の放送中に告知テロップを表示したり、NHKアニメ公式Twitterアカウントからのツイートで告知されたものの、電子番組ガイドの更新が放送開始直前となったため、録画に失敗する人が続出した。その後、ネット上で録画失敗を嘆く声や最終話の再放送を求める視聴者からの要望が殺到したため、11月22日（21日深夜）の2時35分から総合テレビで改めて最終話を再放送することとなった。

### 民放再放送一覧
| 放送地域 | 放送局         | 放送期間                                                                      | 放送日時 | 放送系列       |
| -------- | -------------- | ----------------------------------------------------------------------------- | --- | -------------- |
| 関東地方 | フジテレビ     | 1981年5月15日 - 1981年6月19日                                                 | 月曜日～金曜日 16:00～16：30 | フジテレビ系列 |
| 宮城県   | 仙台放送       | 1982年頃                                                                      | 火曜日 16:30〜17:00 | フジテレビ系列 |
| 関東地方 | テレビ東京     | 1984年4月10日 - 1984年10月2日                                                 | 火曜日 19:00～19:30 | テレビ東京系列 |
| 富山県   | 富山テレビ     | 1980年代後半                                                                  | | フジテレビ系列 |
| 沖縄県   | 琉球放送       | 1990年代                                                                      | | TBS系列        |
| 新潟県   | 新潟テレビ21   | 1995年頃                                                                      | 月曜日〜木曜日 17:30〜18:00 | テレビ朝日系列 |
| 関東地方 | 日本テレビ     | 1997年7月30日 - 1997年9月 1998年                                              | | 日本テレビ系列 |
| 近畿地方 | 関西テレビ     | 2006年4月1日 - 2006年7月1日 2006年7月8日 - 2006年9月23日                      | 土曜日 5:45〜6:15 土曜日 6:00〜6:30 | フジテレビ系列 |
| 京都府   | 京都放送       | 2006年10月5日 - 2007年3月29日                                                 | 木曜日 7:15〜7:45 | 独立局         |
| 北海道   | 北海道テレビ   | 2009年5月17日 - 2010年1月17日                                                 | 日曜日 6:30〜7:00 | テレビ朝日系列 |
| 千葉県   | 千葉テレビ放送 | （1周目）2011年1月4日 - 2011年2月8日 （2周目）2015年5月5日 - 2015年11月10日   | （1周目）月曜日〜金曜日 17:00〜17:30 （2周目）火曜日 17:30〜18:00(デジタルリマスターHD版)                                                                          | 独立局         |
| 東京都   | TOKYO MX       | 2012年11月25日 - 2013年5月19日                                                | 日曜日 17:30〜18:00 | 独立局         |
| 埼玉県   | テレビ埼玉     | 2014年6月17日 - 2014年12月9日                                                 | 火曜日 18:00〜18:30 | 独立局         |
| 愛知県   | テレビ愛知     | （1周目）2014年10月4日 - 2015年4月5日 （2周目）2019年10月27日 - 2020年5月10日 | （1周目）土曜日 7:00〜7:30（第9話まで） 木曜日 7:30〜8:00（第10話〜第25話まで） 日曜日 6:00〜6:30（最終話のみ） （2周目）日曜日 6:30〜7:00(デジタルリマスターHD版) | テレビ東京系列 |
| 福岡県   | TVQ九州放送    | 2015年4月11日 - 2015年10月3日                                                 | 土曜日 7:00〜7:30 | テレビ東京系列 |
| 兵庫県   | サンテレビ     | 2020年1月10日 - 2020年7月3日                                                  | 金曜日 7:00～7:30 | 独立局         |